# 大战场镇
大战场镇，是中华人民共和国宁夏回族自治区中卫市中宁县下辖的一个乡镇级行政单位。
2011年11月30日，宁夏回族自治区人民政府批复同意撤销大战场乡，以原大战场乡行政区域设立大战场镇，镇人民政府驻地红宝村。

## 行政区划
大战场镇下辖以下地区：
马莲梁村、清河村、唐圈村、大战场村、红宝村、花豹湾村、长山头村、石喇叭村、兴业村、元丰村和东盛村。